# IMS 57
IMS 57 este un autoturism de teren produs în serie mică de firma românească IMS, construit pe baza modelului sovietic GAZ-69. A fost primul autoturism de teren produs de IMS/ARO și, totodată, primul autoturism produs în serie în România după război.